# Youngbloods
Youngbloods es el segundo álbum de banda australiana de metalcore The Amity Affliction. Fue lanzado el 18 de junio de 2010 a través de Boomtown Records. Debutó en el número 6 de los ARIA Charts. El productor nominado al Grammy, "Machine", produjo Youngbloods. La batería fue grabada en Breakwater Music Studio en Hazlet, NJ. Todas las demás pistas fueron grabadas en la tienda de máquinas en Weehawken, NJ. Este es el primer y el único disco que presenta al guitarrista Clint Owen Ellis (Splattering), donde Troy Brady cambió temporalmente a la guitarra rítmica para que Ellis tomara la iniciativa. También es el último disco que presenta al tecladista Trad Nathan.
La banda de pop punk estadounidense Four Year Strong contribuyó con las voces en "I Hate Hartley". Helmet Roberts hace la voz de invitado en "Fuck the Yankees". "15 Pieces of Flare" es una canción adicional que viene con la descarga de iTunes del álbum. Antes del lanzamiento de Youngbloods, la banda actualizó su sitio web con actualizaciones sobre su proceso de escritura y grabación con Machine.
Fue nominado para un Premio ARIA 2010 por Mejor Álbum de Hard Rock/Heavy Metal, pero perdió ante la banda australiana Parkway Drive. Fue galardonado con el "Álbum del año 2010" por Blunt Magazine.

## Lista de canciones
| N.º | Título                                    | Duración |  |
| 1.  | «I Hate Hartley»                          | 3:51     |  |
| 2.  | «Anchors»                                 | 3:48     |  |
| 3.  | «H.M.A.S. Lookback»                       | 4:10     |  |
| 4.  | «Fire or Knife»                           | 3:15     |  |
| 5.  | «Youngbloods»                             | 3:50     |  |
| 6.  | «Dr. Thunder»                             | 3:50     |  |
| 7.  | «Olde English 800»                        | 3:43     |  |
| 8.  | «No Sleep 'Till Brisbane»                 | 3:37     |  |
| 9.  | «R.I.P. Foghorn»                          | 4:08     |  |
| 10. | «Fuck the Yankees» (feat. Helmet Roberts) | 3:55     |  |

## Personal
- Joel Birch – Screaming
- Ahren Stringer – voz, bajo
- Troy Brady – guitarra rítmica, coros
- Clint Splattering - guitarra líder
- Trad Nathan – teclados, sintentizadores, samples
- Ryan Burt – batería, percusión